# 小行星5859
小行星5859（英語：5859 Ostozhenka）是一颗围绕太阳公转的小行星。1979年3月23日，尼古拉·切爾尼赫在克里米亚发现了此天体。
这颗小行星的绝对星等为30.57868339166376等。